# Майман, Теодор
Теодор Харолд (Тед) Майман (англ. Theodore Harold «Ted» Maiman; 11 июля 1927, Лос-Анджелес — 5 мая 2007, Ванкувер) — американский физик, создавший первый рабочий лазер.

## Учёба
Родился в Лос-Анджелесе, в еврейской семье инженера-электрика, изобретателя Эйбрахама Маймана (англ. Abraham Maiman) и Розы Абрамсон (англ. Rose Ann Abramson). В юности для оплаты учёбы в колледже занимался починкой электро- и радиоприборов. В 1949 году окончил Колорадский университет и получил степень бакалавра в области инженерной физики. После этого он поступил в Стэнфордский университет, где получил степень магистра в 1951 году, а позже и степень доктора философии (PhD) по физике (1955).

## Научная деятельность
В 1955 году начал работать в Исследовательских лабораториях Хьюза, подразделении компании Хьюз Эйркрафт. Маймана особенно интересовал мазер, который впервые был разработан независимо Ч. Таунсом в Америке и Н. Басовым и А. Прохоровым в СССР в 1955 году.
16 мая 1960 года Майман продемонстрировал работу первого оптического квантового генератора — лазера. В качестве активной среды Майман использовал кристалл искусственного рубина (оксид алюминия Al2O3 с небольшой примесью хрома Cr). Из кристалла был изготовлен стержень в виде цилиндра диаметром 1 и длиной 2 см, который в процессе работы лазера подвергался облучению излучением импульсной газоразрядной лампы. Резонатором служил резонатор Фабри-Перо, образованный серебряными зеркальными покрытиями, нанесёнными на торцы стержня. Лазер работал в импульсном режиме, излучая свет с длиной волны 694,3 нм.
Первым создав лазер, Майман победил в соревновании, в котором участвовали многие сильнейшие игроки того времени, включая такие, как Bell Labs, RCA Labs, Lincoln Labs и IBM.
Краткое сообщение о своём достижении Майман опубликовал в журнале Nature, вышедшем в свет 6 августа 1960 года.
Небезынтересно, что первоначально свою статью Майман направил в журнал Physical Review Letters, однако получил от редакции отказ. Позже С. Пастернак, бывший в описываемое время редактором журнала, объяснял отказ в публикации тем, что Майман в июне 1960 года уже опубликовал статью, посвящённую возбуждению рубина светом, и новая статья показалась Пастернаку простым дополнением к уже опубликованному материалу. Желая быстрее опубликовать результаты работы, Майман направил их в редакцию Nature, где они были приняты к печати, хотя обычно отбор статей в Nature осуществлялся более строго, чем в Physical Review Letters.
Оценивая значение статьи Маймана, опубликованной в Nature, нобелевский лауреат Ч. Таунс в 2003 году писал, что она столь коротка и имеет столь много действенных последствий, что в расчёте на одно опубликованное слово является самой влиятельной среди всех превосходных статей, опубликованных в Nature в двадцатом столетии.
Позднее Майман основал собственную компанию «Корад Корпорейшн», которая стала ведущим разработчиком и изготовителем мощных лазеров.
Был членом Национальной академии наук и Национальной академии инженерных наук США, включён в Национальный зал славы изобретателей.

## Награды
- Медаль Стюарта Баллантайна (1962)
- Премия Оливера Бакли (1966)
- Премия Вуда (1976)
- Премия Вольфа по физике (1983/4)
- Премия Японии (1987)